# Leptodesmus rubescens
Leptodesmus rubescens är en mångfotingart som beskrevs av Paul Gervais 1836. Leptodesmus rubescens ingår i släktet Leptodesmus och familjen Chelodesmidae. Inga underarter finns listade i Catalogue of Life.